# زنا با محارم بین دوقلوها
زنا با محارم بین دوقلوها زیرمجموعه‌ای از زنا بین خواهر و برادر است و شامل روابط دگرجنس‌گرایانه و همجنس‌گرایانه می‌شود.

## در آسیا
در فرهنگ سنتی بالی، برای مجموعه‌ای از دوقلوها از جنس مخالف معمول بود که با یکدیگر ازدواج کنند؛ زیرا فرض بر این بود که آنها در رحم رابطه جنسی داشته‌اند. تبیین استاندارد انسان‌شناختی این رسم مبتنی بر تبیین تعارضات بین تبار و قرابت در جامعه بالی است.
زنا با محارم در افسانه‌های خلقت آسیای جنوب شرقی که به‌طور برجسته زوج‌های دوقلو یا خواهر و برادر را نشان می‌داد، امری عادی بود. در این داستان‌ها، برادر معمولاً خواهرش را که فرزند یا فرزندانش را به دنیا می‌آورد، خواستگاری و با او ازدواج می‌کرد اما پس از فهمیدن اینکه آنها خواهر و برادر هستند، اغلب (اما نه همیشه) مجبور به جدایی می‌شوند.

## در اروپا
محارم دوقلو یک ویژگی برجسته در اساطیر ژرمن باستان و تجلیات مدرن آن است؛ مانند رابطه بین زیگموند و سیگلیند در دی والکوری اثر ریشارد واگنر و این ویژگی در برخی از اساطیر یونان، مانند داستان بیبلیس و کاونوس وجود دارد. شباهت‌های قوی بین تصویرهای آلمانی از زنا با محارم و تصویر رامایانا بالی وجود دارد و برخی از محققان به وجود ارتباطات باستانی بین زبان‌های هندواروپایی (هندواروپایی باستان) اشاره کرده‌اند.
این مضمون در ادبیات انگلیسی نیز دیده می‌شود؛ مانند رابطه زنا با محارم بین دوقلوهای پولیدور و اورانیا در آتالانتیس جدید دلاریویر مانلی یا مجموعه تخیلی فانتزی ترانه یخ و آتش رابطه مخفیانه بین جیمی و سرسی لنیستر را که دوقلوی ناهمسان هستند را توصیف می‌کند. در چارچوب کتاب‌ها، شخصیت‌های تاریخی مختلف از خانه تارگرین با خواهر و برادر خود ازدواج کردند.
یک مورد مشکوک از زنا با محارم بین دوقلوها که در آن دوقلوهایی که توسط خانواده‌های جداگانه به عنوان نوزاد به فرزندی پذیرفته شده بودند، بعداً بدون اینکه بدانند خواهر و برادر هستند، ازدواج کردند. در مناظره مجلس اعیان دربارهٔ لایحه باروری و جنین‌شناسی انسان در ژانویه ۲۰۰۶ ذکر شد. به گفته مؤسسه خیریه ادالتس افکتد بای اداپشن (Adults Affected by Adoption) موارد دیگری از این دست وجود داشته‌است که شامل خواهر و برادر بوده‌است. این داستان به‌طور گسترده در مطبوعات بریتانیا منتشر شد، اگرچه حقیقت آن زیر سؤال رفت. ری بیکسلر در سال ۱۹۸۳ در بررسی ادبیات علمی در مورد همجنس‌گرایی دوقلوها و زنا با محارم دوقلوها به این نتیجه رسید که «اکثر دوقلوهای همجنس‌گرا اگر با همجنس‌های خود بزرگ شوند، سعی نمی‌کنند یا حتی نمی‌خواهند آنها را در بزرگسالی اغوا کنند.» مطالعه او بر اساس این فرضیه ادوارد وسترمارک بود که میل جنسی به‌طور کلی در روابط بین اعضای یک خانواده هسته‌ای وجود ندارد.

## در پورنوگرافی
زنا با محارم بین دوقلوها یک موضوع تکرارشونده در پورنوگرافی گی از دهه ۱۹۷۰ بوده‌است. در سال ۲۰۰۹، الیجا و میلو پیترز، برادران دوقلوی همسان ۱۹ ساله اهل کشور چک، به دلیل داشتن رابطه جنسی با یکدیگر در فیلم‌های پورنوگرافی همجنس‌گرایانه برای بل آمی به شهرت رسیدند. به گفته آنها، در سن ۱۵ سالگی با یکدیگر رابطه عاشقانه و جنسی برقرار کردند و در سن ۱۸ سالگی عکس‌های خود را برای بل آمی فرستادند و گفتند که آماده داشتن رابطه جنسی با یکدیگر در جلو دوربین هستند. ویدئوهای بل آمی که دوقلوها را به نمایش می‌گذارد، در ابتدا شامل تماس کمی بین آنها بود، اما به تدریج به خودارضایی متقابل، رابطه جنسی دهانی و سکس مقعدی افزایش یافت. محبوبیت آنها منجر به دو برابر شدن ترافیک وبسایت بل آمی در سال ۲۰۰۹ و افزایش گشت‌وگذار در کلوپ‌های شبانه همجنس‌گرایان در فلوریدا شد. مورین اوکانر از گاکر در سال ۲۰۱۲ دوقلوهای پیترز را «مشهورترین ستاره‌های دوقلو» نامید، در حالی که گراهام گرمور از کوییرتی از آنها به عنوان «شاید مشهورترین جفت عاشق دوقلوهای همجنسگرا» در سال ۲۰۱۴ یاد کرد.